# Famille de Maizière
La famille de Maizière est une famille allemande, illustrée avec Ulrich, Thomas et Lothar de Maizière.

## Histoire
Cette famille huguenote a fui Maizières-lès-Metz dans le royaume de France pour l'État de Brandebourg-Prusse après la révocation de l’édit de Nantes par laquelle, les 17 et 18 octobre 1685, le roi Louis XIV interdit l’exercice du culte protestant.

## Généalogie
Plusieurs membres de cette famille ont joué un rôle politique ou économique en Allemagne :
- Ernst de Maizière (de) (Carl Ernst Ulrich de Maizière dit), 1841-1898, juriste, Landgerichtspräsident de Neuruppin et l'un des auteurs du code civil allemand.
- Walter de Maizière, juriste.
  - Ulrich de Maizière (1912–2006), Inspecteur général de la Bundeswehr.
    - Andreas de Maizière (né en 1950), ancien membre du conseil de la Commerzbank.
    - Thomas de Maizière (né en 1954), ministre fédéral CDU avec attributions spéciales et chef de la Chancellerie fédérale dans le gouvernement d'Angela Merkel.

  - Clemens de Maizière, juriste est-allemand, membre du Christlich-Demokratische Union Deutschlands, jusqu'à 1945 membre de SA et NSDAP, parti d'après-guerre en RDA, informateur de la Stasi.
    - Lothar de Maizière (né en 1940), musicien et juriste est-allemand, dernier chef du gouvernement de la RDA du 12 avril au 2 octobre 1990 après les premières élections libres qu'ait connu le pays, à ce titre Lothar de Maizière négocia les conditions de la réunification avec son homologue ouest-allemand, Helmut Kohl.